# Iodofor
Um iodofor, iodófor ou iodóforo é uma preparação contendo iodo complexado com um agente solubilizante, tal como um surfactante ou povidona (formando iodopovidona). O resultado é uma material solúvel em água que apresenta iodo livre quando em solução. Iodóforos são preparados por misturar o iodo com o agente solubilizante; aquecimento pode ser usado para acelerar a reação.

## Uso médico
Iodo livre mata as células eucariotas ou procariotas por iodação de lipídios e oxidação de compostos no citoplasma e membrana celular. Diferentemente de com alguns antibióticos, micróbios não desenvolvem mecanismos de resistência contra o iodo. Entretanto, iodo é um irritante das membranas mucosas e corrói instrumentos médicos. Iodo também mata células vivas de mamíferos. Conseqüentemente, uma lenta exposição em pequenas concentrações é desejável para uso em pacientes.
Em formulações de iodofor o iodo livre é liberado lentamente das moléculas transportadoras, e então são mais suaves no ataque a pele tem aumentada sua meia vida. A efetividade de qualquer formulação de iodofor depende da porcentagem de iodo livre ativo. Porcentagens maiores que 3,5 % não tem qualquer vantagem adicional.
A despeito de todas estas vantagens, iodofor deve ser usado sob supervisão técnica. Muitos casos de toxidade e de reações adversas têm sido relatadas.

## Uso doméstico
Iodofor diluído é frequentemente usado por fabricantes domésticos de vinho e bebidas fermentadas diversas para a sanitização de equipamento e garrafas. Sua maior vantagem sobre outros sanitizantes é que quando usado em proporções adequadas sublima-se diretamente da solução a gás, e então não deixa resíduos. Ele não é tóxico para humanos e em consequência especialmente preferido para aplicações em processamento de alimentos. É barato e eficiente, mas pode deixar desagradáveis manchas laranja-acastanhadas em partes plásticas e equipamentos por seu contato.
É frequentemente fornecido em diferentes concentrações e é frequentemente diluído com água antes do uso. No rótulo estarão recomendações da diluição adequada, normalmente 1:1000 ou 1:100. Equipamentos a serem sanitizados devem ser completamente limpos e deixados em contato com a solução pelo menos 2 minutos.